# Ercole del Teatro di Pompeo
L'Ercole del Teatro di Pompeo è una scultura in bronzo dorato, scoperta nel 1864 nei pressi del Teatro di Pompeo nell'area del cortile di palazzo Orsini Pio Righetti. Fu sepolta con cura sotto le piastrelle protettive, con inciso FCS (fulgor conditum summanium), indicando che era stato colpito da un fulmine ed era stato accuratamente sepolto sul posto.

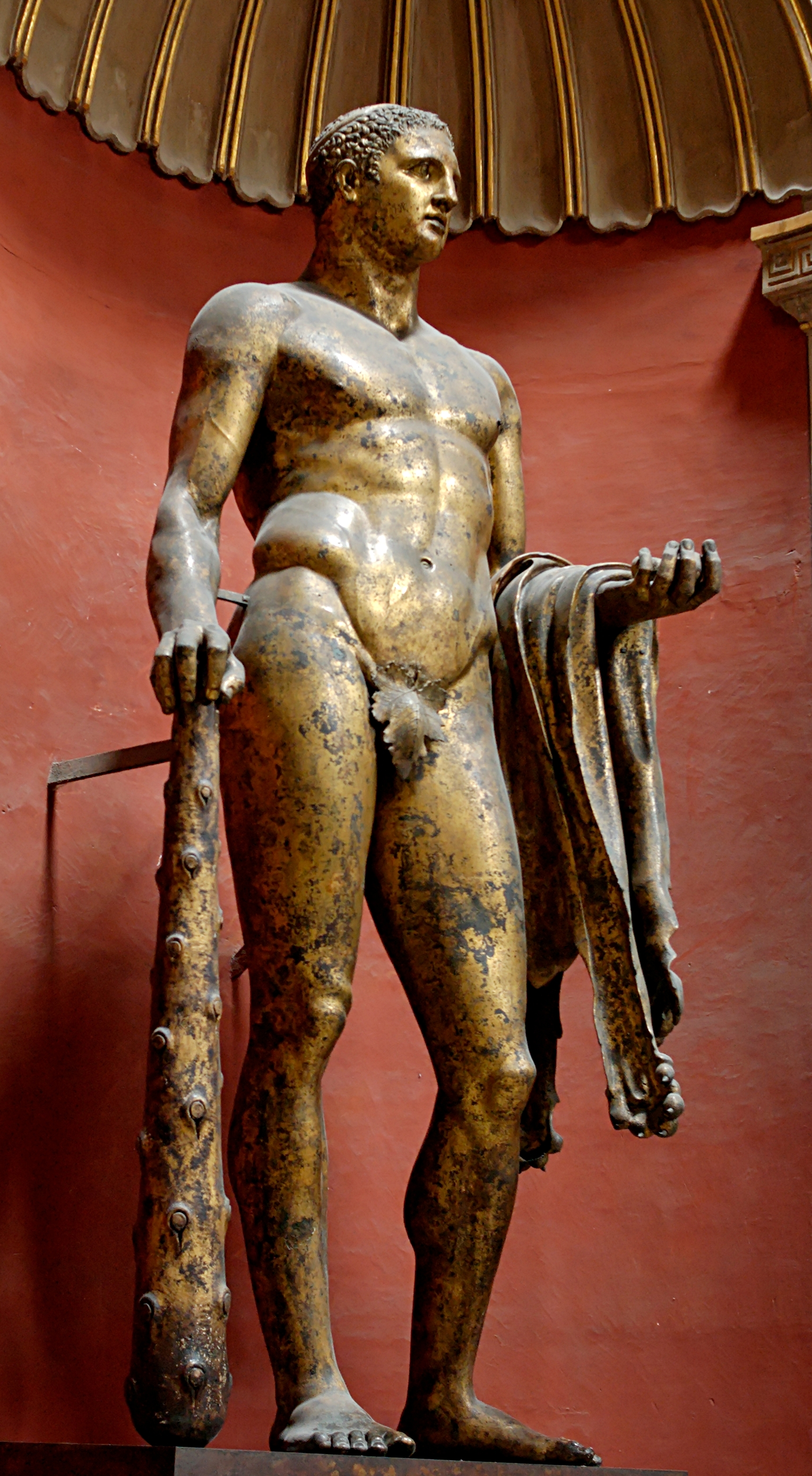
Ercole del Teatro di Pompeo (Musei vaticani, Roma).

## Descrizione

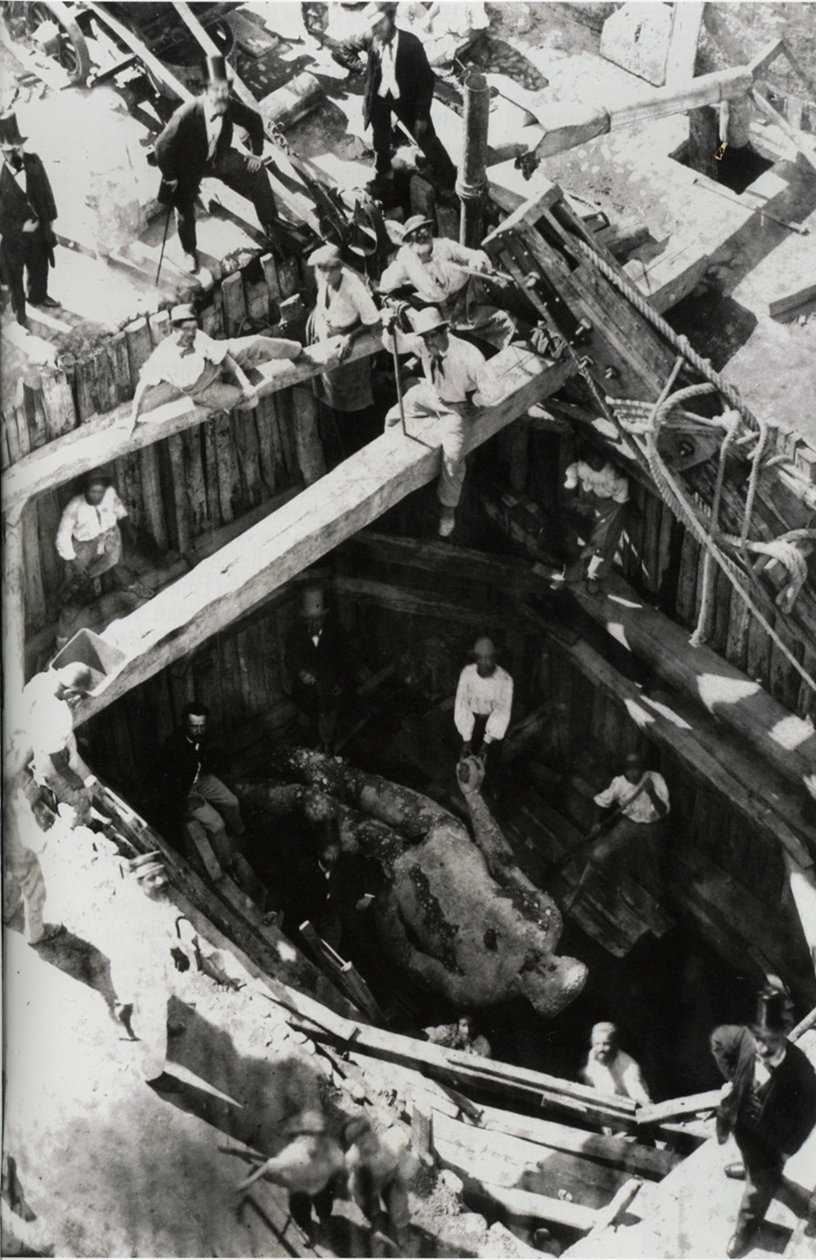
La statua al momento del ritrovamento

Si tratta di un bronzo romano classicheggiante dei primi anni del II secolo a.C., che aderisce allo stesso canone delle proporzioni di Lisippo.
La figura si appoggia leggermente sulla clava tenuta in verticale; la pelle del leone di Nemea è drappeggiato sul suo avambraccio sinistro.
Mostra caratteristiche simili all'Ercole del Foro Boario: entrambe le sculture mostrano il chiasmo tipico dello stile di Lisippo, in cui il peso della figura è tutto su un piede. Anche se la loro muscolatura è esagerata, sono in netto contrasto con il barbuto, corpulento e forse più familiare Ercole Farnese.
La statua si trova al museo Pio-Clementino.